# Mesochorus perticatus
Mesochorus perticatus là một loài tò vò trong họ Ichneumonidae.